# Ţās Kand
Ţās Kand (persiska: طاس کند, Ţāskand) är en ort i Iran.   Den ligger i provinsen Västazarbaijan, i den nordvästra delen av landet, 400 km väster om huvudstaden Teheran. Ţās Kand ligger 1 684 meter över havet och antalet invånare är 181.
Terrängen runt Ţās Kand är huvudsakligen lite kuperad. Ţās Kand ligger nere i en dal som går i öst-västlig riktning. Runt Ţās Kand är det ganska glesbefolkat, med 42 invånare per kvadratkilometer. Närmaste större samhälle är Takāb, 15,8 km öster om Ţās Kand. Trakten runt Ţās Kand består i huvudsak av gräsmarker.